# Elizabeth May
Elizabeth ("Liz") May (Ciutat de Luxemburg, 27 de juliol de 1983) és una atleta luxemburguesa que va competir en el triatló de 2000 a 2013.
May és d'origen danès i va ser educada en l'Escola Europea de la ciutat de Luxemburg obtenint una màster en Dret de la Universitat de Copenhaguen.
El 2011 va ser campiona del món d'aquatló i és medallista de plata al Campionat d'Europa de 2009. Va competir en el triatló olímpic als Jocs Olímpics d'Estiu de 2004 d'Atenes i als de Pequín 2008. Va acabar en dissetè lloc a Atenes, amb un temps total de 2:08:29.22.
Va ser Esportista Luxemburguès de l'Any en categoria femenina durant els anys del 2004 al 2007 i novamente el 2009.